# AGM-119企鵝反艦飛彈

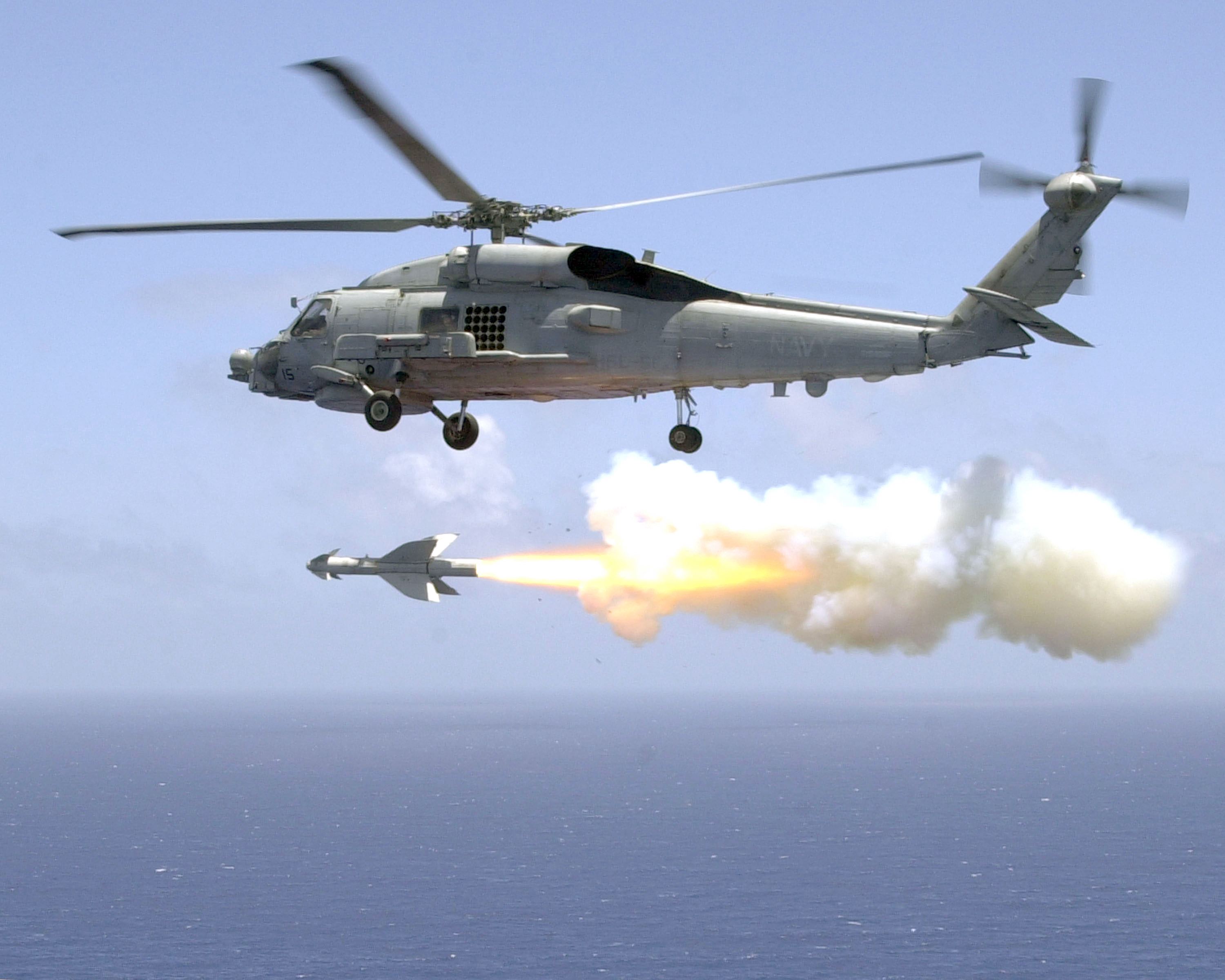
SH-60B(Sea Hawk)發射企鵝

AGM-119企鵝反艦飛彈是一種反艦導彈，由康斯堡國防與航太（KDA）生產，最早由挪威防衛研發局（NDRE; Norw. FFI）於1960年代開始研制。 到1970年代之後又有許多升級方案，企鹅导弹是被動紅外線導引的短中程反艦飛彈，也是西方世界的第一款紅外線導引反艦飛彈（其他反艦导弹都以雷達導引为主要制导方式）。

## 性能
企鵝反艦导弹可以以單發或多發齊射以攻擊較大的船艦。导弹由固體火箭推進，可以鎖定以S形移動的目标並且准确命中吃水線。在西方现役的导弹中，它是唯一一种兼具終端鎖定和移動命中两种性能的导弹。在命中後，其120公斤弹头可以在延遲引信的控制下在船体內部引爆，对敌方舰船造成致命的破坏。

## 載具
不同型号的企鹅导弹可以裝載於各種武器載具平台上：
- 艦艇：飛彈快艇
- 飛機：
  - F-16戰隼戰鬥機
- 直升機：
  - 貝爾412 SP
  - SH-2海妖直昇機
  - 塞考斯基S-70直升機系列（SH-60海鷹直升機、MH-60海鷹直升機等）
  - 韋斯特蘭山貓直升機

## 升級
KDA's 推出「海軍攻擊飛彈」升級方案（NSM），預定2007之前就開始出售升級版，主要将「紅外線導引」升级到「紅外線成像導引」，加裝GPS衛星導引，改良渦輪噴射引擎，使射程增加到150公里以上。此外，平行運算電腦和數位訊號處理器也被升级。

## 服役國
- 挪威：1972年服役於海軍，1989年服役於空軍。
- 土耳其：1972年服役於海軍。
- 希腊：1980年服役於海軍。
- 瑞典：1980年服役於海軍。
- 美国：1994年服役於海軍。
- ：與SH-2海妖直昇機同時購入，後服役於海軍。
- 西班牙：2003年服役於海軍。
- ：服役於海軍。